# Croatie aux Jeux olympiques d'été de 2004
La Croatie participe aux Jeux olympiques d'été de 2004 à Athènes.

## Liste des médaillés croates

### Or
- Ivano Balić, Davor Dominiković, Mirza Džomba, Slavko Goluža, Nikša Kaleb, Blaženko Lacković, Venio Losert, Valter Matošević, Petar Metličić, Vlado Šola, Denis Špoljarić, Goran Šprem, Igor Vori, Drago Vuković et Vedran Zrnić - Handball, tournoi masculin

### Argent
- Duje Draganja - Natation, 50 mètres nage libre hommes
- Siniša Skelin, Nikša Skelin - Aviron, deux sans barreur hommes

### Bronze
- Mario Ančić, Ivan Ljubičić - Tennis, doubles hommes
- Nikolaj Pešalov - Haltérophilie, 69 kg hommes